# Pelastoneurus floridanus
Pelastoneurus floridanus är en tvåvingeart som beskrevs av Wheeler 1899. Pelastoneurus floridanus ingår i släktet Pelastoneurus och familjen styltflugor. Inga underarter finns listade i Catalogue of Life.